# 秋山郷

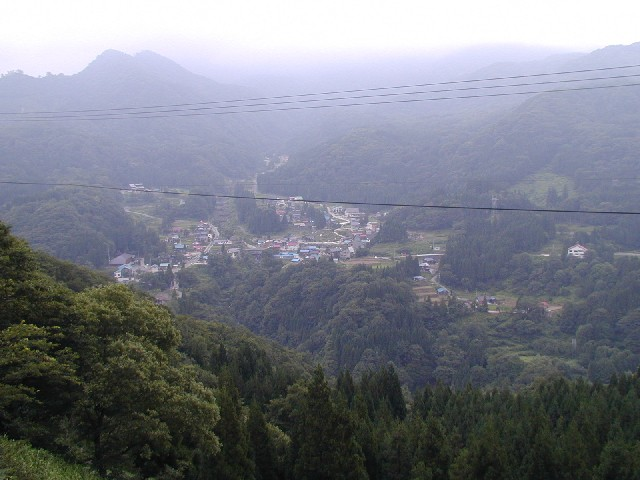
秋山郷

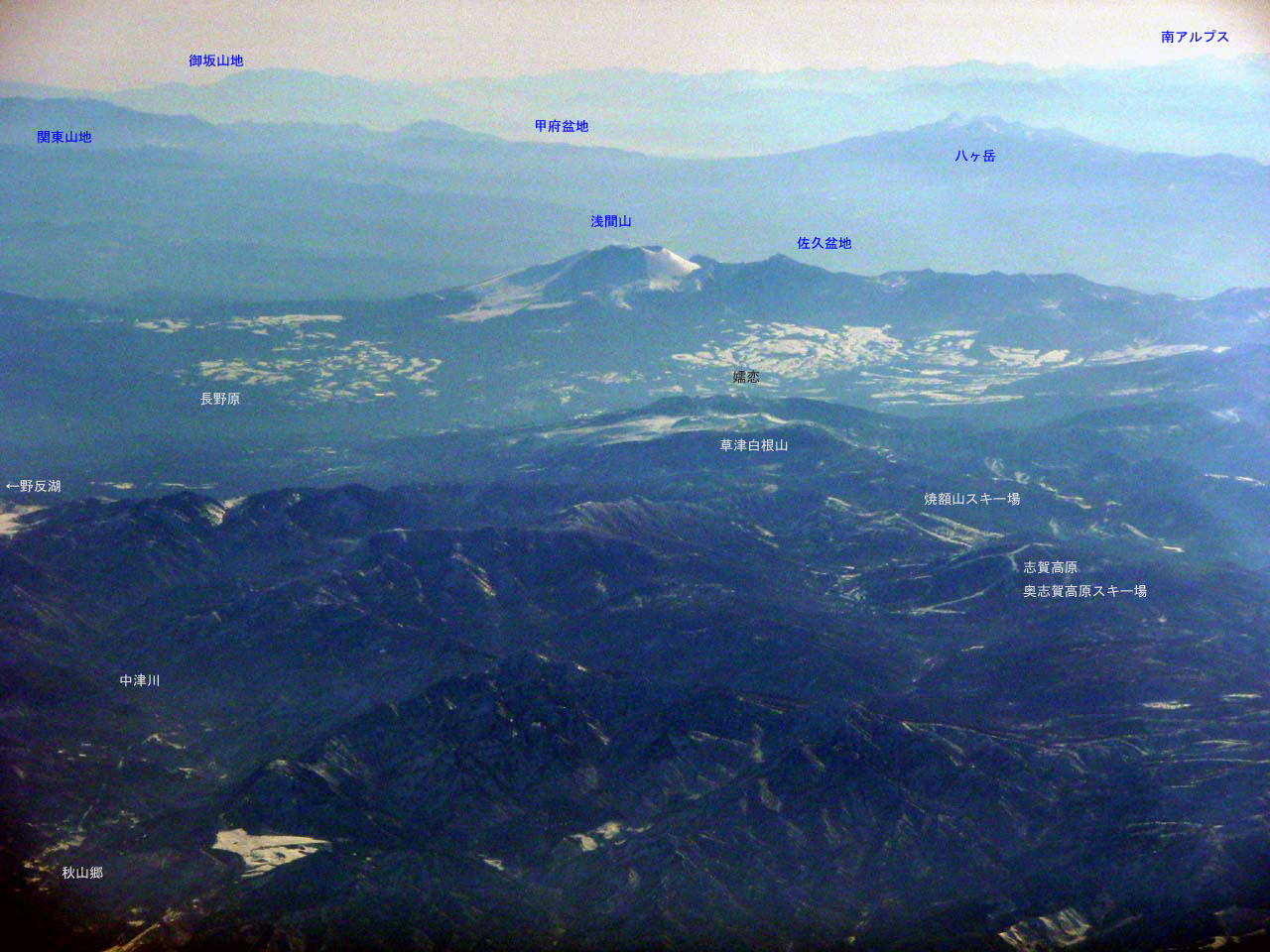
秋山郷空撮

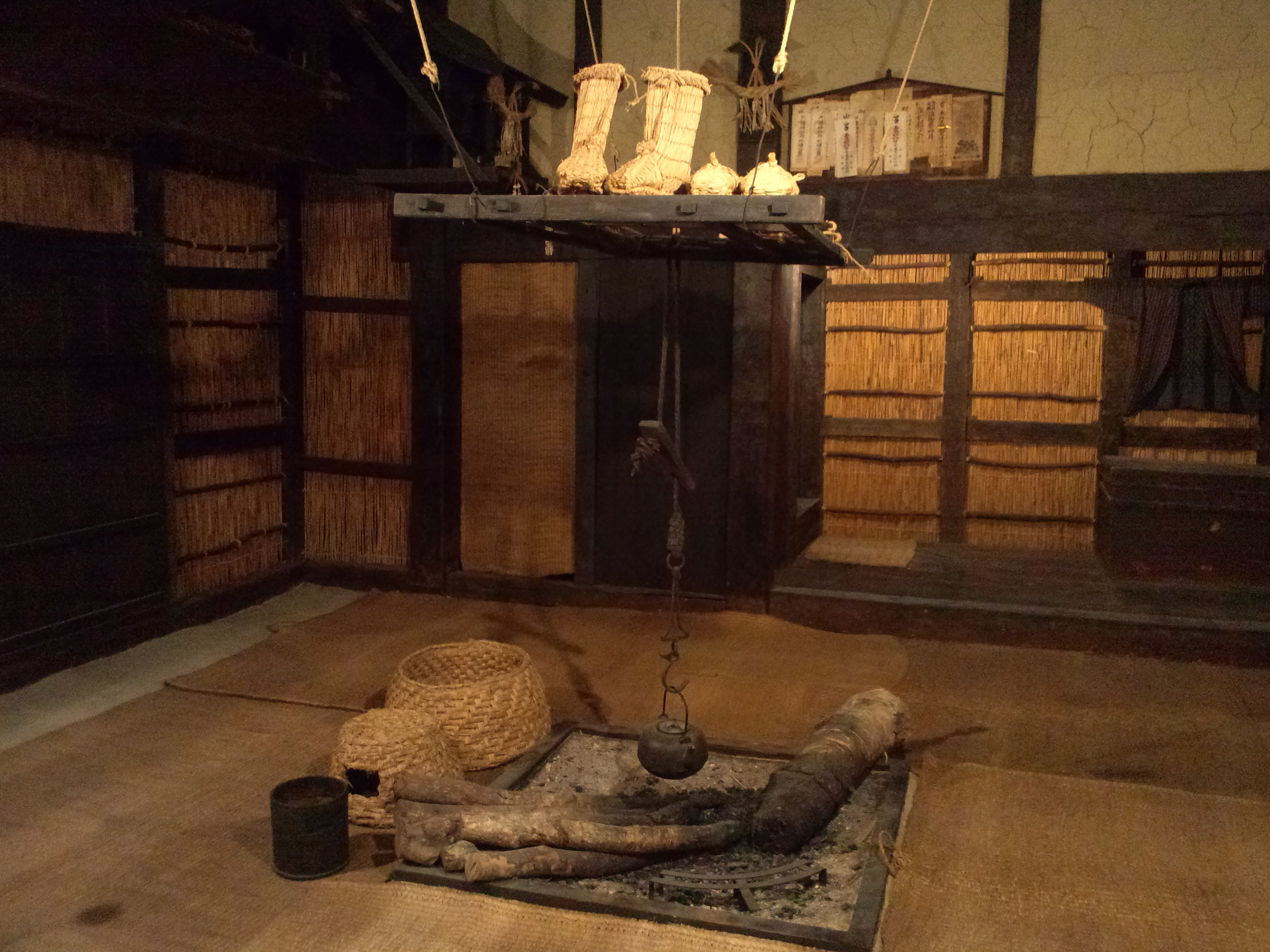
秋山郷の住まいを再現したもの（国立民族学博物館）

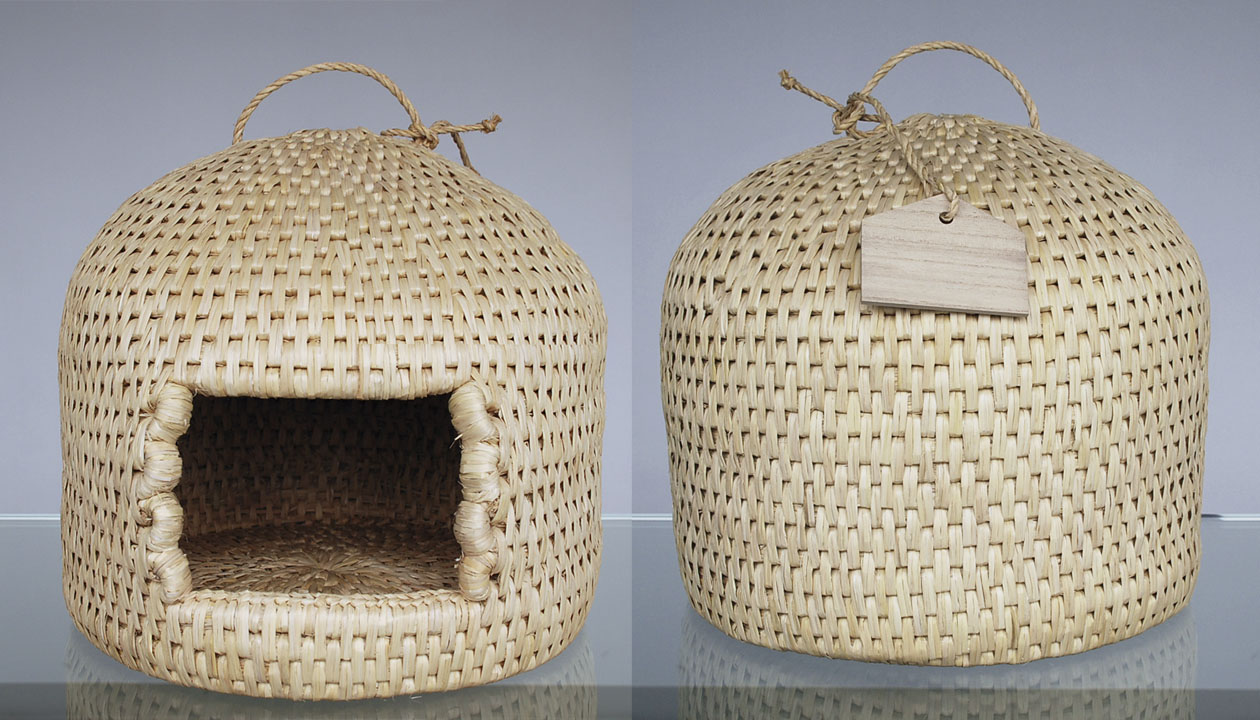
猫つぐら

秋山郷（あきやまごう）は、新潟県中魚沼郡津南町と長野県下水内郡栄村とにまたがる中津川沿いの地域の名称。東を苗場山、西を鳥甲山に挟まれた山間地域で、日本の秘境100選の1つである。新潟県側に8つ、長野県側に5つの集落がある。

## 概要
文治年間に上野国草津の平勝秀が源頼朝に敗れて落ち延びたという平家の落人伝説が残る。狩猟（秋田から移住したマタギにより定着したと言われる）や焼畑を行っていたことでも知られる。また交通・通信が不便で、豪雪地帯でもあったことから、独特の生活習慣が残されてきた。
方言も周囲とは異なる（秋山郷方言を参照）。江戸時代には、塩沢出身の文人鈴木牧之の著書『秋山記行』（「紀行」ではない）や『北越雪譜』、また昭和になってからは、地理学者の市川健夫によってこれらの自然や歴史、風俗習慣が紹介された。
近世には2度の飢饉により3つの集落が廃村となった。また、昭和後期の道路整備まで、冬季には周囲との交通が途絶する状態となっていた。近年でも、平成18年豪雪で約500人が数日間にわたって孤立した。
長野県側では、長野県の民放テレビが全く映らない地域や、映っても信越放送と長野放送のみという地域も存在した。これら地域では、2010年秋にケーブルテレビ（栄村ケーブルテレビ）が整備され、長野県の民放テレビ全局が視聴可能となった。
冬季のアクセス路が新潟県側からに限られることもあり、住所上は長野県だが郵便番号や市外局番は新潟県側と同一となっている地域がある。
栄村立秋山小学校があったが、2016年4月に児童が1名となり、栄小学校秋山分校となった。この時点でのへき地等級は4級。
1990年ごろ時点では、中学（栄中学）・高校（飯山や津南）は通学に難があるため寮生活が主となっていた。

## 歴史
現在の長野県・新潟県の境は、近代以前の信濃国と越後国の境を引き継いだものである。近世には、越後側は8集落で結東村という一村を形成していた。信濃側は、現在の栄村役場付近の、いわば麓の村ともいうべき箕作村の枝村とされていた。
秋山郷の名の由来と考えられている大秋山という集落が信濃側にあったが、1783年（天明3年）の飢饉によって一村8軒が全滅したと『北越雪譜』に記されている。
「秋山」の名は、『市河家文書』「北条重時御教書」に登場する「あけ山」が由来であるとする説がある。
昭和の初めに秋山郷を測量隊が訪れたところ、村人から「源氏はまだ栄えているか」と尋ねられたという逸話が残る。当地に平家の落人伝説があることと、里から隔絶された秘境であることから生まれた伝説であろうと思われる。

## 集落

### 新潟県
- 穴藤（けっとう）[13]
- 逆巻（さかさまき）[13]
- 清水川原（しみずがわら）[13]
- 結東（けっとう）[13]：美しい日本のむら景観百選
- 見倉（みくら）[13]
- 前倉（まえくら）[13]
- 中ノ平（なかのひら[14]/なかのだいら[13]）
- 大赤沢（おおあかさわ）[13]

### 長野県
- 小赤沢（こあかさわ）：長野県側最大となる54戸（2007年4月時点）を有する集落[13]。
- 屋敷（やしき）：[13]
- 上ノ原（うえのはら）：[13]
- 和山（わやま）：[13]
- 切明（きりあけ）：秋山郷の最南部であり、最奥の集落。かつては湯本とも[1]。

### 廃村
- 大秋山（おおあきやま）[13]
- 矢櫃（やびつ）[13]
- 甘酒（あまさけ）[13]

## 観光

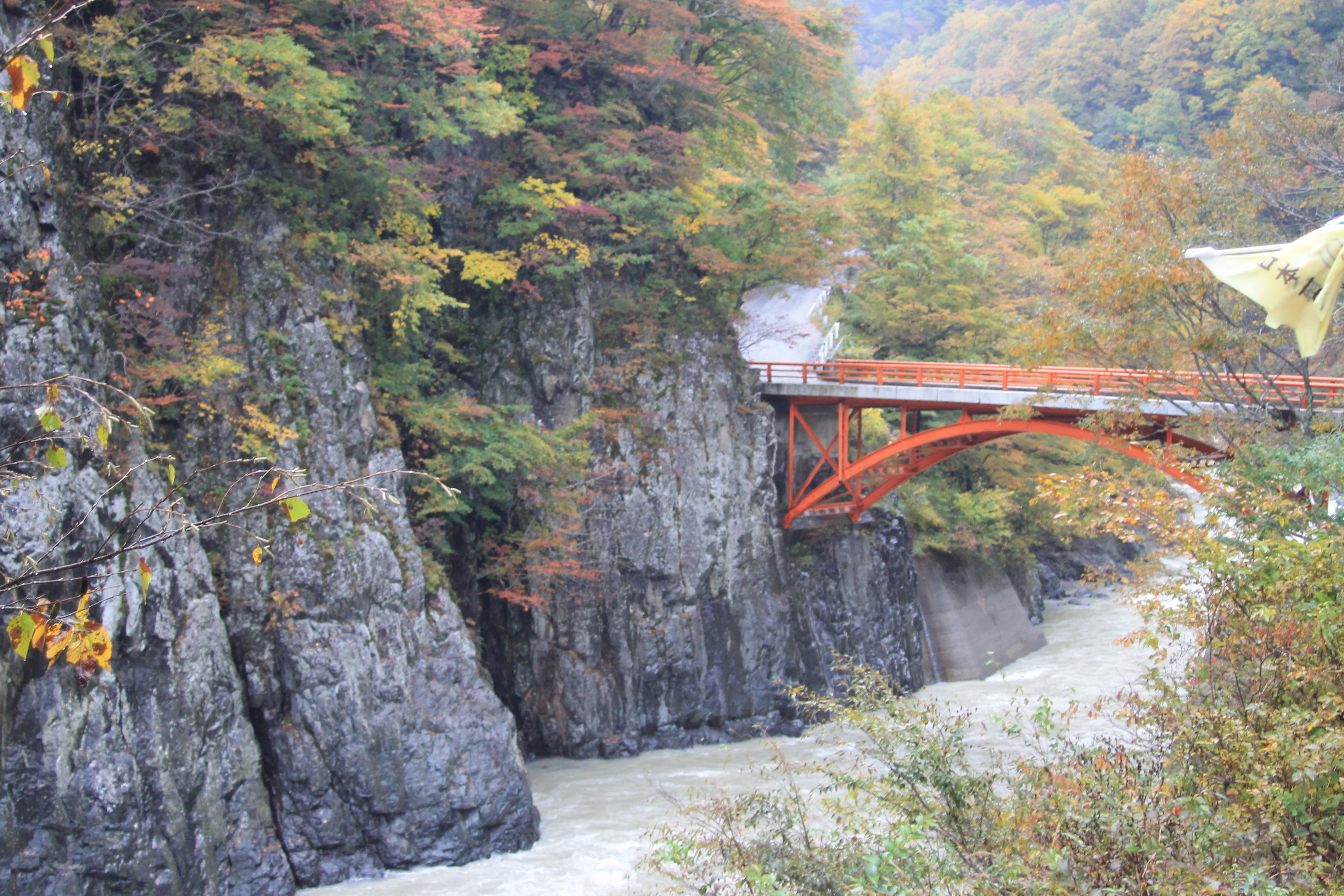
紅葉の名所・国道405号前倉橋

秋山郷は、苗場山や佐武流山、鳥甲山といった登山の拠点となるほか、湯量豊富な温泉郷としても有名である。各集落にはそれぞれ独自の源泉があり、温泉施設や温泉宿が存在する。
1967年（昭和42年）に農家が相次いで民宿経営を始め、1999年時点での民宿は15件。現在に至るまで、小規模な旅館や農家民宿が中心となっている。
JR飯山駅や森宮野原駅発着の観光ツアーが催行されることもある。
主な土産品
民宿や農業の傍らで木工業が盛んであり、手彫りの秋山木鉢のほか、座卓やテーブルなどが生産されている。
- 秋山木鉢
- 猫つぐら
- 栃の実せんべい
- 山菜・きのこ

見どころ
- 蛇淵の滝：県境付近にある滝。
- 秋山郷民俗資料館：民家を改築し、生活用具を展示。
- 切明温泉：川原を掘って自分だけの露天風呂を楽しめる。
- とねんぼ：小赤沢にある資料館と観光情報センターを兼ねた施設。栄村秋山支所、小赤沢簡易郵便局併設。
- 小赤沢温泉：秋山郷の中心集落（長野県）にある小さな温泉。
- 見倉橋：映画『ゆれる』の舞台となった木製の吊り橋[16]。
- のよさの里キャンプ場[17]

など

## 交通
国道405号が中魚沼郡津南町大割野から切明まで通っている。また、長野県側からは奥志賀林道から雑魚川林道に分岐し、切明まで繋がる林道（冬季は通行不可）が整備されており、飢饉、飢餓の危険はなくなったが、依然秘境の面影を止めている。
なお、国道405号の不通区間である切明から野反湖の区間（旧称：草津街道）については、道路の開通を目指す「国道405号未供用区間開設促進期成同盟会」が3県の関係者により設立されているが、2020年現在、工事着手の目途は立っていない。

### 公共交通

バス路線図。図の下部が秋山郷

新潟側とは公共交通でのアクセスも可能であり、津南町の中心部（対岸の津南駅からは距離がある）から見玉集落までは南越後観光バスの路線バスが、そこから切明温泉までは予約型乗合タクシーが運行されている。
同路線は2018年9月までは、津南～和山温泉の路線バスとして運行されていた。